# Conflit du Beagle
Pour les articles homonymes, voir Beagle (homonymie).
Le conflit du Beagle est une dispute territoriale entre l'Argentine et le Chili à propos des îles Lennox, Nueva et Picton, qui faillit provoquer une guerre entre les deux pays en 1978.
Ces îles se trouvent à une position stratégique au débouché oriental du canal Beagle au sud de la Terre de Feu, offrant un espace maritime et de possibles revendications sur la péninsule Antarctique dont elles sont les territoires sud-américains les plus proches.

## L'arbitrage
Le 22 juillet 1971, Salvador Allende et le général Alejandro Lanusse, présidents respectifs du Chili et de l'Argentine, conviennent de soumettre l'issue du différend territorial à la décision d'une Cour d'arbitrage organisée sous les auspices de la couronne britannique. La Cour est composée de cinq juges : Hardy C. Dillard (en) (États-Unis), Gerald Fitzmaurice (Royaume-Uni), André Gros (France), Charles Onyeama (Nigeria), et Sture Petrén (de) (Suède).
Le 22 avril 1977, la sentence rendue par la reine d'Angleterre décide que les îles et les territoires adjacents appartiennent au Chili.

## Les manœuvres militaires

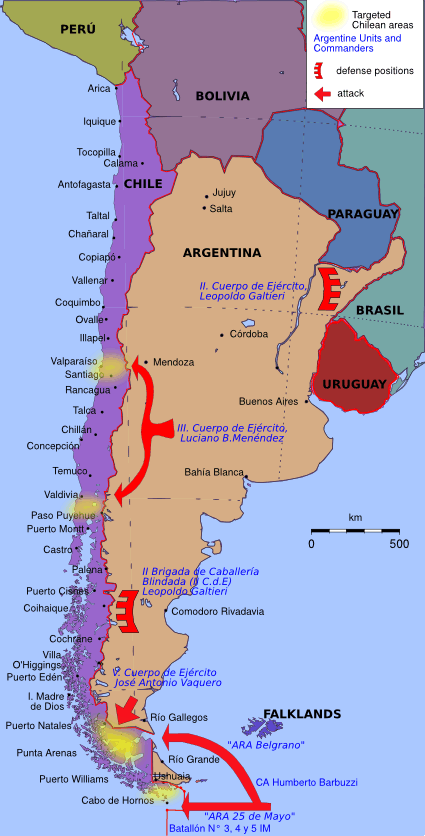
Positions d'attaque des forces argentines durant l'Opération Soberanía contre le Chili le 22 décembre 1978.

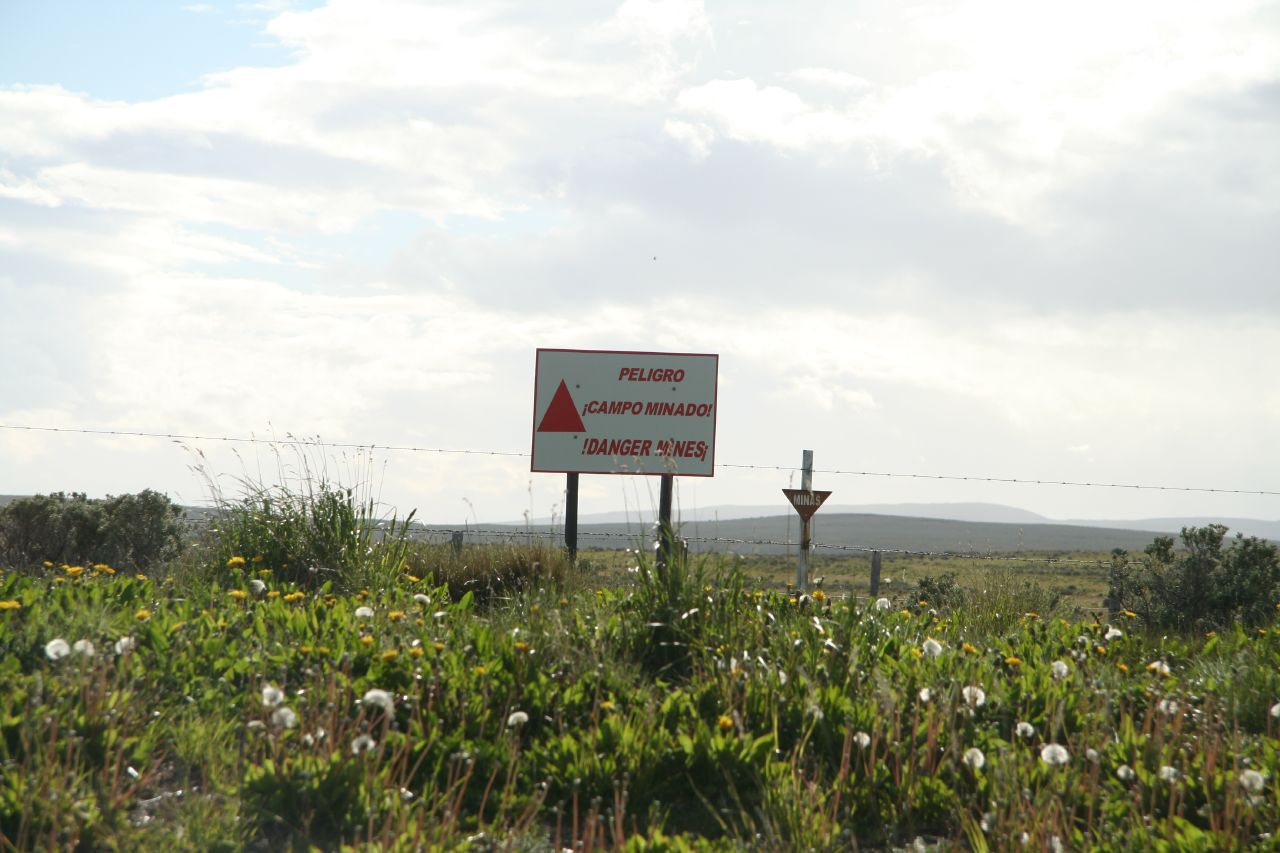
Champ de mines mis en place par l'armée chilienne près de Punta Arenas dans le cas où les Argentins seraient parvenus à envahir le Chili. Photographie prise en 2005.

Mais la junte argentine dénonce le 25 janvier 1978 l'arbitrage international et fixe aux 21 et 22 décembre 1978 l'opération Soberanía (littéralement « opération Souveraineté »), qui prévoit d'envahir les îles et le territoire chilien. Les Argentins planifient l'invasion tandis que les Chiliens déploient leur armée le long des frontières, qui sont minées, et dynamitent des passages à travers les montagnes. Le 22 décembre, le Chili place sa flotte dans les îles disputées.
In extremis, le jour de début de l'opération, le pape Jean-Paul II annonce qu'il envoie le cardinal Antonio Samorè dans les deux capitales,. Le cardinal Sebastiano Baggio, alors préfet de la Congrégation pour les évêques, est envoyé en tant que médiateur par le Chili. Par ailleurs, une sévère tempête gêne les manœuvres argentines. Six heures avant le débarquement l'opération est annulée. On ignore encore aujourd'hui si les forces terrestres argentines ont pénétré le territoire chilien avant l'annulation des opérations.

## Le règlement

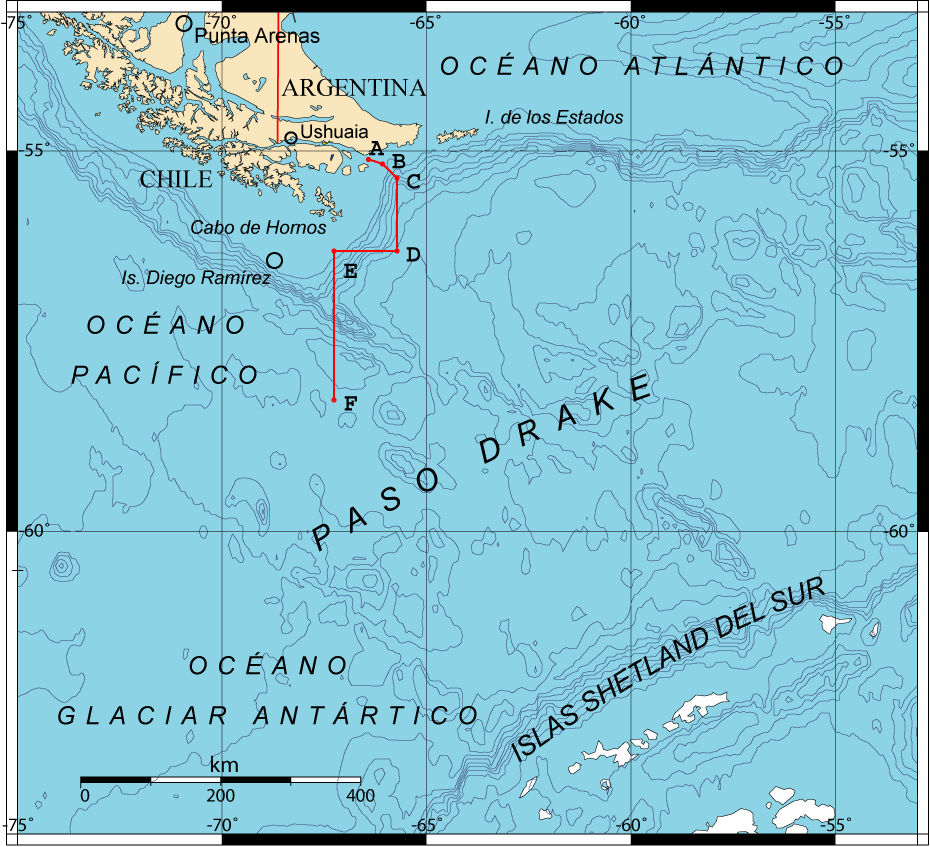
Terre de Feu et passage de Drake avec en rouge la délimitation de la frontière et des zones économiques définies par le traité

Malgré la médiation du Vatican par l'envoyé du pape Jean-Paul II, le cardinal Antonio Samorè , les tensions ont continué jusqu'à la défaite argentine lors de la guerre des Malouines (1982), le Chili de Pinochet étant alors le seul État sud-américain à soutenir les Britanniques. L'aventure argentine conduit à la défaite de la junte militaire et à l'avènement d'un gouvernement démocratique en décembre 1983. Le 23 janvier 1984, l'Argentine et le Chili signèrent le Tratado de Paz y Amistad (« traité de paix et d'amitié ») au Vatican, qui attribua les îles au Chili mais une grande partie des droits maritimes à l'Argentine. Le traité incluait aussi une délimitation du détroit de Magellan.
Le président argentin Raúl Alfonsín organisa un référendum, approuvé par 82 % des électeurs. Le traité fut ratifié par l'Argentine le 14 mars 1985 et par le Chili le 12 avril.
Par la suite, toutes les autres disputes territoriales entre les deux pays trouvèrent une solution négociée.
En hommage à la médiation d'Antonio Samorè, une des principales voies traversant les Andes pour relier le Chili et l'Argentine fut renommée la Paso Cardenal Antonio Samorè.